# Roter Turm (Winterthur)
Der Rote Turm in der Theaterstrasse 17, bei seiner Errichtung nach seinem ursprünglichen Erbauer Swisscom Hochhaus genannt, ist ein 24-stöckiges Bürohochhaus und mit 100 Metern das zweithöchste Gebäude der Stadt Winterthur. Der Rote Turm wurde vom Badener Architekturbüro Burkard Meyer entworfen und 1999 fertiggestellt. Es besteht aus einem dreiteiligen Gebäudekomplex und ist aufgrund seiner Höhe gut sichtbar.

### Aussicht

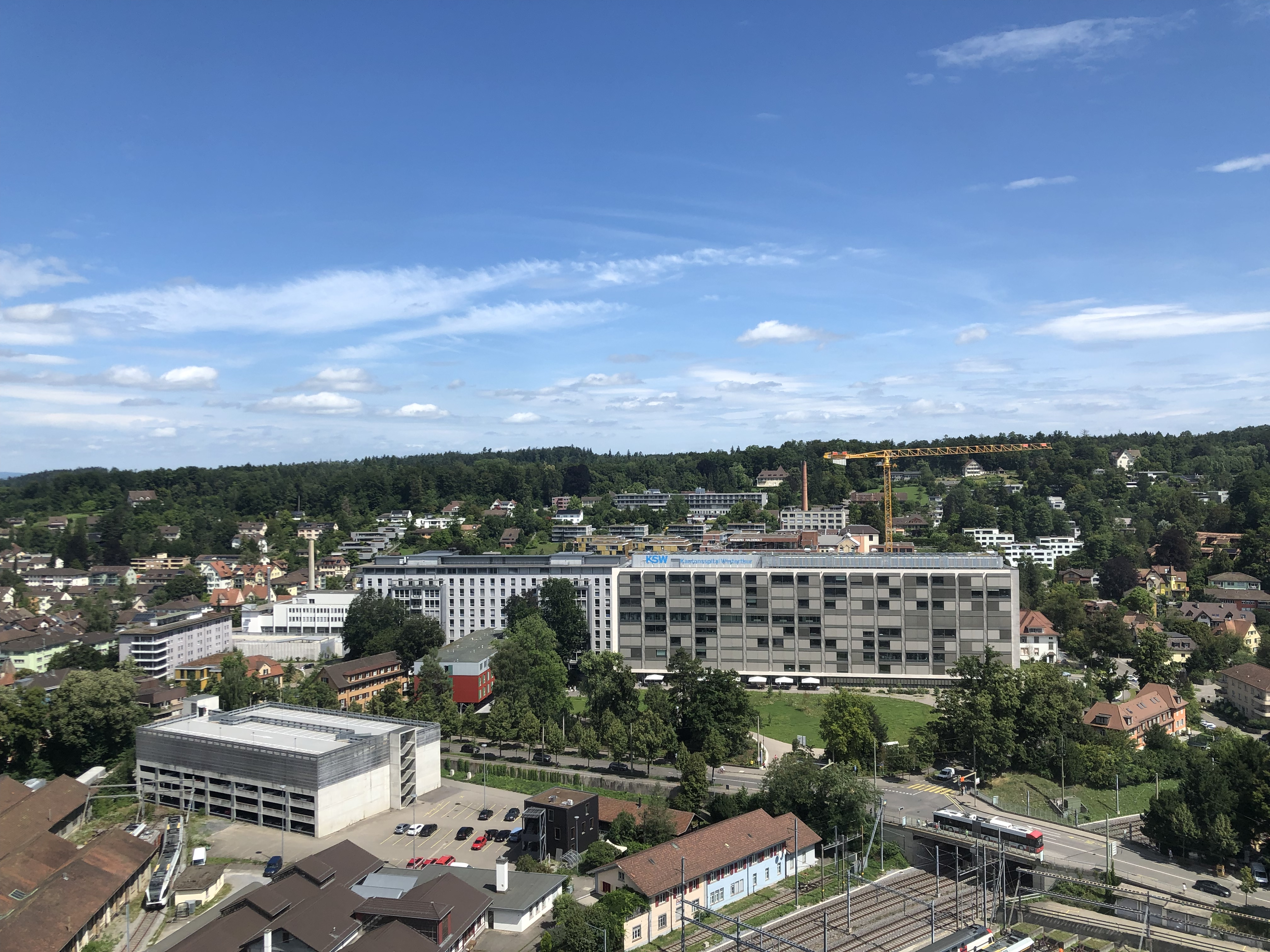
Norden

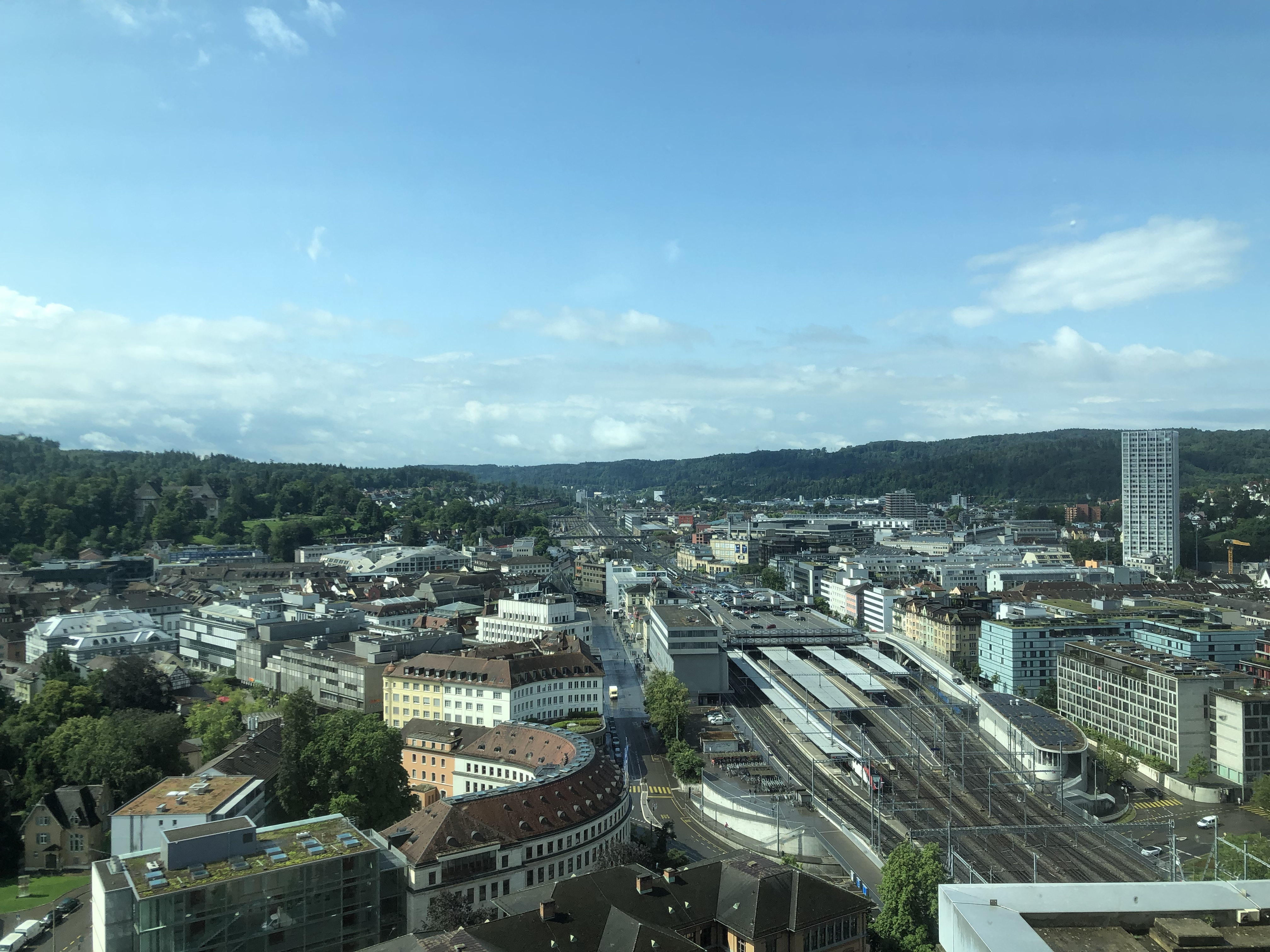
Süden

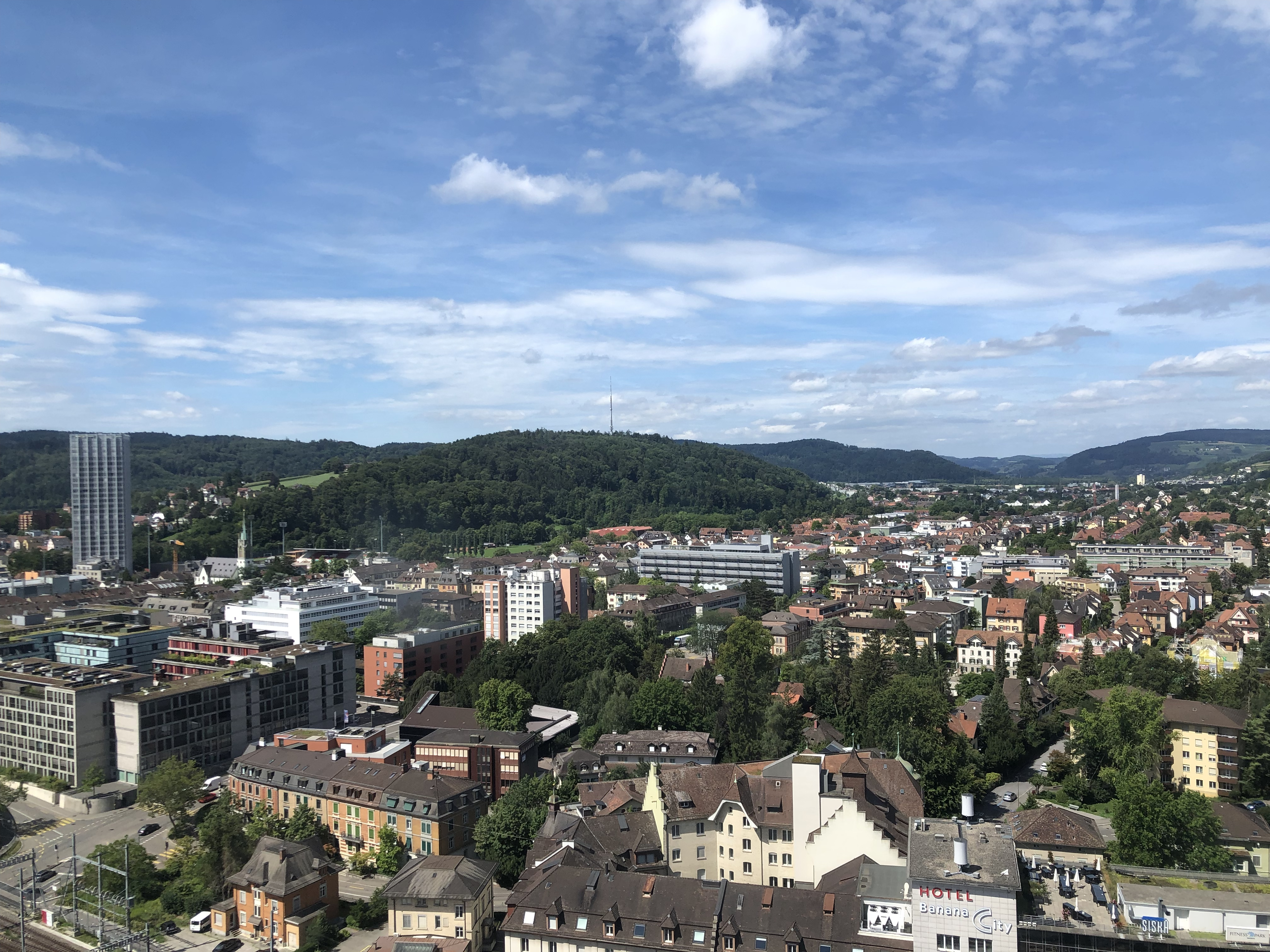
Westen

## Galerie

Baustelle im April 1998
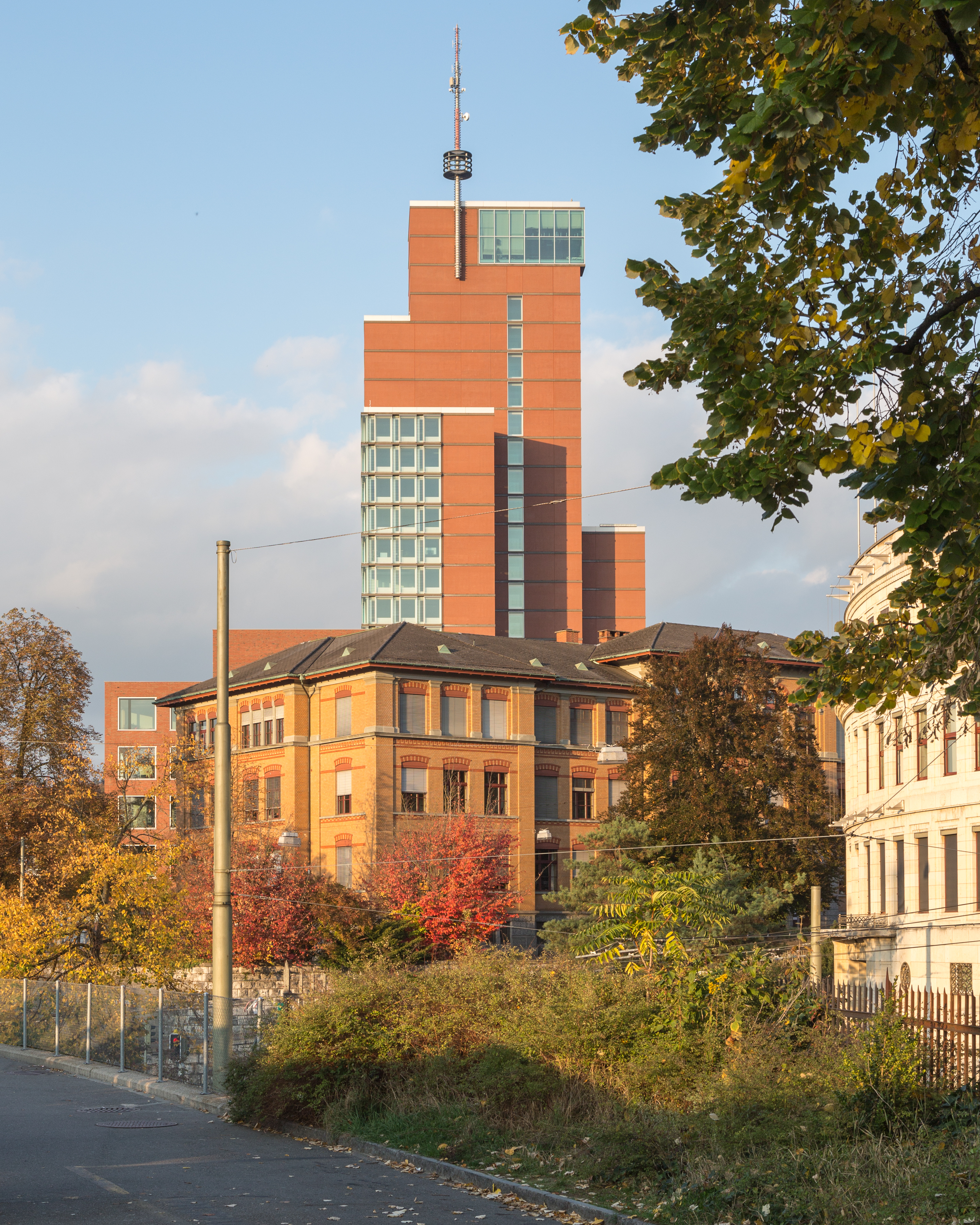
Ansicht von Süden
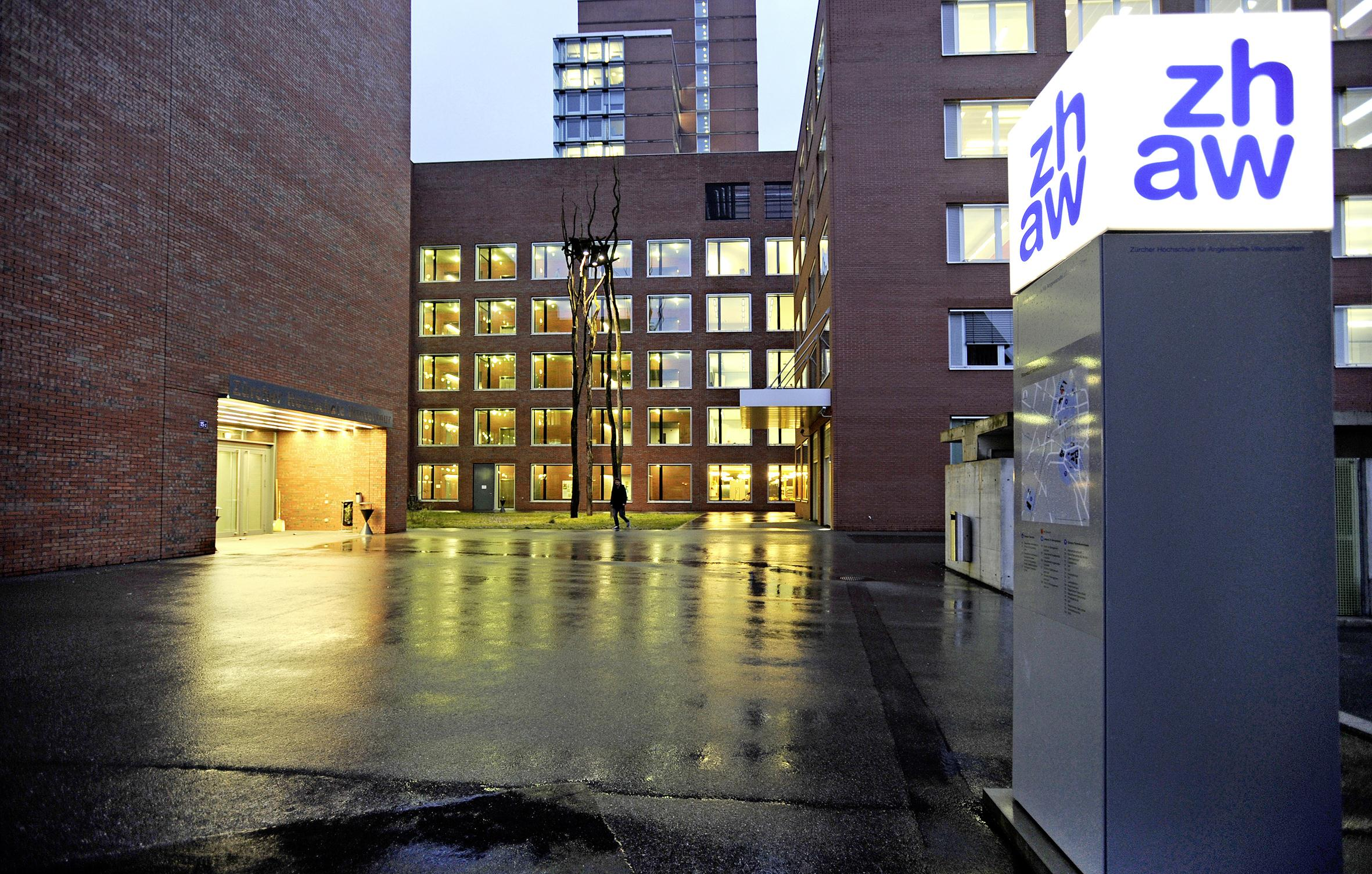
ZHAW-Standort